# Понора (село)
Понора (укр. Понора) — село в Славутском районе Хмельницкой области Украины.
Население по переписи 2001 года составляло 510 человек. Почтовый индекс — 30033. Телефонный код — 3842. Занимает площадь 1,093 км². Код КОАТУУ — 6823988402.

## Местный совет
30033, Хмельницкая обл., Славутский р-н, с. Хоняков